# جيمس لوت
جيمس لوت (بالإنجليزية: James Lott)‏ هو منافس ألعاب قوى أمريكي، ولد في 13 أكتوبر 1965.

## وصلات خارجية
- جيمس لوت على موقع الاتحاد الدولي لألعاب القوى (الإنجليزية)